# Gustaf Abenius
Johan Gustaf Abenius, född den 13 mars 1863 i Orsa församling, Kopparbergs län, död den 7 september 1935 i Stockholm, var en svensk jurist. Han var son till Johan Abenius och bror till Wilhelm Abenius.
Abenius avlade juris kandidatexamen vid Uppsala universitet 1890. Han blev vice häradshövding 1892 och innehade advokatbyrå i Stockholm från 1895. Abenius var ledamot av Djurgårdskommissionen från 1910, ordförande i Reymersholms gamla industriaktiebolag och styrelseledamot i Fagersta bruk. Han blev riddare av Vasaorden 1909 och av Nordstjärneorden 1931 samt kommendör av andra klassen av Vasaorden 1934. Abenius vilar på Norra begravningsplatsen utanför Stockholm.